# Thomas Reiser
Thomas Reiser (* 1979 in Bayreuth) ist ein deutscher Philologe und Übersetzer.

## Biografie
Thomas Reiser studierte an den Universitäten München und Heidelberg Germanistische Mediävistik, Italianistik und Latein. In Heidelberg wurde Reiser 2009 bei Wilhelm Kühlmann mit der kommentierten Edition und Übersetzung eines mytho-alchemischen Lehrgedichts des Straßburger Arztes und Alchemikers Johannes Nicolaus Furichius (1602–1633) promoviert.
2009 war er Stipendiat des Deutschen Studienzentrums in Venedig, 2010 des Freistaates Bayern am Zentralinstitut für Kunstgeschichte in München.
Betreut von Uta Schedler brachte er 2014 die erste deutsche Übersetzung der Hypnerotomachia Poliphili (Venedig 1499) heraus. Diese liegt (zusammen mit der englischen durch Joscelyn Godwin) dem Libretto der im Sommer 2021 uraufgeführten Oper Wind des Komponisten Alexander Moosbrugger zugrunde.
Als Stipendiat der Casa di Goethe arbeitete Reiser 2016 und 2017 vor Ort an einer deutschen Fassung der Romreiseführer Andrea Palladios. Im selben Jahr erhielt er das Stipendium für Komödien-Übersetzung des Schultz & Schirm Bühnenverlags Wien für eine neue Übertragung der Calandria (1513) von Bernardo Dovizi da Bibbiena (1470–1520). Zudem war Reiser 2016 als Fellow der Gerda Henkel Stiftung zum Onomastikon des Iulius Pollux sowie der VolkswagenStiftung zur Architekturtheorie der Italienischen Renaissance von 2018 bis Anfang 2019 am Lehrstuhl für Restaurierung, Kunsttechnologie und Konservierungswissenschaft der Fakultät für Architektur der Technischen Universität München bei Erwin Emmerling tätig. 2024 war er Visiting Fellow zu mittelalterlicher Buchmalerei an der Durham University in England.

## Schriften
Monographien
- Paola Travaglio, Thomas Reiser: Der Liber colorum secundum magistrum Bernardum, Ein Maltraktat des 13. Jahrhunderts, Neuedition, Übersetzung und Kommentar, Marktredwitz 2023, ISBN 979-8-8599-2576-6.
- Francesco Colonna: Hypnerotomachia Poliphili, Interlinearkommentarfassung. Übersetzt und kommentiert von Thomas Reiser, Breitenbrunn 2014, Reihe: Theon Lykos (hrsg. von Uta Schedler) Ia. ISBN 978-1-4992-0611-1.[7]
- Thomas Reiser: Mythologie und Alchemie in der Lehrepik des frühen 17. Jahrhunderts, Die Chryseidos libri IIII des Straßburger Dichterarztes Johannes Nicolaus Furichius (1602–1633). De Gruyter, Berlin / New York 2011, ISBN 978-3-11-023316-2.[8]

Aufsätze
- Lexical Notes to Francesco Colonna’s ‘Hypnerotomachia Poliphili’ (1499) – Cruces, Contradictions, Contributions, in: Lexis. Poetica, retorica e comunicazione nella tradizione classica 33 (2015), S. 490–525.
- Techniken des Raumdekors. Interpretationen von Vitruv 7, 1-4. Von Palladius zu Palladio (gewidmet dem Werkstoffwissenschaftler Hermann G. Meier), in: Firmitas et Splendor. Vitruv und die Techniken des Wanddekors. Hrsg. von Erwin Emmerling, Andreas Grüner et al., München 2014, Reihe: Studien aus dem Lehrstuhl für Restaurierung, Technische Universität München, Fakultät für Architektur, S. 225–297. ISBN 978-3-935643-62-7 (online).
- Das Kalklöschen nach antiken und rinascimentalen Materietheorien. Anmerkungen zu Vitruv 2, 2 und 2, 5. Von Cesariano und Barbaro zur Fehde Scaligers mit Cardano, in: ebd., S. 299–319.
- St. Kajetan’s of Munich “Main Altar of 1675” in the Year 1675, in: Regnum Dei – Collectanea Theatina. 2012, S. 77–107.
- Darstellung, Wertung und Funktion von Einsamkeit. Bernhard von Tiron, die ersten Eremiten, Eucherius von Lyon, in: Mittellateinisches Jahrbuch 44 (2009), S. 273–302.
- Bachtin und Seneca – zum Grotesken in der „Apocolocyntosis Divi Claudii“, in: Hermes 4 (2007), S. 469–481.
- Doppelte Dissonanz und perpetuierte Demut. Die Gattungsdiskussion zur Heiligenlegende im Spiegel der ‚Vita Beati Bernardi’ des Gaufredus Grossus Grossus, in: Mittellateinisches Jahrbuch 42 (2007), S. 79–95.